# 小野寺俊
小野寺 俊（おのでら しゅん、1951年または1952年 - ）は日本の地方公務員。前茨城県副知事。瑞宝中綬章受章。

## 経歴
早稲田大学法学部卒業。その後1975年に茨城県庁に入庁。財政課長、総務部長、教育長、理事兼政策審議監などを歴任した。
2017年11月1日、茨城県副知事に就任。2019年には群馬県前橋市にて北関東磐越五県知事会議を開催した。
2023年、茨城県副知事を2025年10月までの2期目の任期を半分残す形で退任。同年10月31日に茨城県庁で退任式が行われた。「70歳を一つの区切りに後進に道を譲りたい」と話した。退任式には約1000人の県幹部職員らが参加した。2024年3月までは参与として助言を続けた。

## 栄典
- 2024年11月 令和6年秋の叙勲で瑞宝中綬章を受章[1]